# Josh McEachran
Joshua Mark "Josh" McEachran (født 1. marts 1993 i Oxford) er en engelsk fodboldspiller, der spiller hos Brentford. Han har spillet for klubben siden 2015. Tidligere har han blandt andet spillet hos Chelsea.
Joshua fik sin debut mod MSK Zilina i Champions League 15. september 2010. Hans position på banen er central midtbane.